# Walter Alberto López
Walter Alberto López Gasco (Montevideo, 1985. október 15. –) uruguayi válogatott labdarúgó, jelenleg az olasz Brescia hátvédje.

## Pályafutása

### Kezdeti évek
López Uruguayban, a Racing de Montevideóban kezdte a pályafutását 2003-ban, majd a River Plate-hez igazolt. 2007-ben a Xereznél és a Tecos UAG-ban is megfordult kölcsönben.

### West Ham United
López 2008. szeptember 5-én igazolt a West Hamhez. A londoniak megbízott menedzsere, Kevin Keen azt nyilatkozta róla, hogy tipikus West Ham-játékos, mivel gyakran fellép a támadásokkal, és hasonló a stílusa, mint Paolo Di Canióé volt.
Szeptember 23-án, egy Watford elleni Ligakupa-meccsen mutatkozott be a csapatban. A Premier League-ben 2009. március 1-jén lépett először pályára egy Manchester City ellen 1-0-ra megnyert találkozón.

## Válogatott
López eddig három alkalommal szerepelt az uruguayi válogatottban, mindháromszor barátságos mérkőzésen.

## Külső hivatkozások
- Walter López pályafutásának statisztikái a Soccerbase oldalon (angolul)

- Walter López adatlapja a National-Football-Teams.com-on
- Walter López adatlapja a West Ham United hivatalos honlapján